# Stroppiana
Stroppiana är en ort och kommun i provinsen Vercelli i regionen Piemonte, Italien cirka 60 kilometer norr om Turin och cirka 10 kilometer sydost om Vercelli. Kommunen hade 1 194 invånare (2018). och gränsar till kommunerna Asigliano Vercellese, Caresana, Pertengo, Pezzana, Rive och Villanova Monferrato.